# Каунерберг
Каунерберг (нім. Kaunerberg) — громада округу Ландек у землі Тіроль, Австрія.
Каунерберг лежить на висоті 1297 м над рівнем моря і займає площу 23,45 км². Громада налічує 402 мешканців.
Густота населення 17/км².
|                                     |
| Каунерберг на мапі округу та землі. |

 Адреса управління громади: Poschackerl 46, 6527 Kaunerberg.